# Prvenstvo Zagrebačkog nogometnog dosaveza 1942./43.
Prvenstvo Zagrebačkog nogometnog dosaveza 1942./43. bilo je izlučno nogometno natjecanje za “Natjecanje u hrvatskom državnom razredu“ 1943. u organizaciji Zagrebačkog nogometnog dosaveza.

## Natjecateljski sustav
Odigrana su dva zasebna prvenstva na području Zagrebačkog nogometnog dosaveza: Prvenstvo Zagreba i Prvenstvo provincije. U prvenstvu Zagreba momčadi su bile podijeljene u 3 jakosna razreda: I. razred – skupina Zvonimir (8 momčadi), II. razred – skupina Tomislav (8 momčadi) i III. razred skupina Zrinski (7 momčadi). Momčadi su igrale dvokružni natjecateljski sustav (pobjeda = 2 boda, neodlučeno = 1 bod, poraz = bez bodova). „Natjecanje u hrvatskom državnom razredu“ za 1943. godinu izborile su tri prvoplasirane momčadi I. razreda prvenstva Zagreba (izravni plasman u četvrtzavršnicu), prvak provincije, te četvrtoplasirana momčad I. razreda prvenstva Zagreba.

## Prvenstvo Zagreba

### I. razred
| mj | naziv kluba | uta | pob | neo | izg | pop | pri | bod |
| -- | ----------- | --- | --- | --- | --- | --- | --- | --- |
| 1. | Građanski   | 14  | 13  | 0   | 1   | 70  | 10  | 26  |
| 2. | Concordia   | 14  | 9   | 2   | 3   | 44  | 12  | 20  |
| 3. | HAŠK        | 14  | 9   | 2   | 3   | 53  | 16  | 20  |
| 4. | Ličanin     | 14  | 7   | 1   | 6   | 28  | 45  | 15  |
| 5. | Željezničar | 14  | 5   | 3   | 6   | 25  | 25  | 13  |
| 6. | Ferraria    | 14  | 5   | 1   | 8   | 25  | 35  | 11  |
| 7. | ZET         | 14  | 1   | 2   | 11  | 8   | 65  | 4   |
| 8. | Redarstveni | 14  | 1   | 1   | 12  | 14  | 60  | 3   |

- Građanski (prvak Zagreba), Concordia i HAŠK izravno su se plasirali u četvrtzavršnicu hrvatskog državnog razreda.
- Ličanin se plasirao u osminu završnice hrvatskog državnog razreda.

### II. razred
| mj | naziv kluba      | uta | pob | neo | izg | pop | pri | bod |
| -- | ---------------- | --- | --- | --- | --- | --- | --- | --- |
| 1. | Viktorija        | 14  | 11  | 0   | 3   | 41  | 21  | 22  |
| 2. | Zagorac (Zagreb) | 14  | 9   | 2   | 3   | 35  | 14  | 20  |
| 3. | Uskok            | 14  | 9   | 1   | 4   | 34  | 17  | 19  |
| 4. | Kvaternik        | 14  | 6   | 1   | 7   | 34  | 39  | 13  |
| 5. | Šparta           | 14  | 5   | 2   | 7   | 38  | 40  | 12  |
| 6. | Trešnjevka       | 14  | 5   | 0   | 9   | 31  | 40  | 10  |
| 7. | Trnje            | 14  | 4   | 2   | 8   | 26  | 35  | 10  |
| 8. | Zvonimir         | 14  | 2   | 2   | 10  | 20  | 53  | 6   |

- Viktorija i Zagorac (Zagreb) izravno su se plasirali u I. razred prvenstva Zagreba 1943./44.

## Prvenstvo Provincije
- Prvak Provincije Zagrebačkog nogometnog dosaveza je Zagorac iz Varaždina koji je izborio osminu završnice hrvatskog državnog razreda.